# Знамя юности
«Зна́мя ю́ности» — советская и белорусская общественно-политическая газета для молодёжи. Еженедельник, выходит каждый четверг на 24 полосах формата А3. Издатель: Учреждение администрации президента Республики Беларусь «Редакция газеты „Советская Белоруссия“»

## История
Газета образована в 1938 году как совместный печатный орган Центрального комитета и Минского областного комитета ЛКСМ Белоруссии. Первый номер вышел 10 апреля 1938 года. Называлась газета «Сталинская молодёжь». Учредителем газеты с 1956 года являлся ЦК ЛКСМ Белоруссии.
В годы Великой Отечественной войны газета выходила на одном из фронтов Красной Армии в виде листовки формата А4. Первый полноформатный послевоенный номер газеты «Сталинская молодёжь» вышел 6 июля 1945 года. В июне 1956 года газета «Сталинская молодёжь» переименована в газету «Знамя юности».
В 1980-е годы одна из самых популярных газет страны.

## Награды
За заслуги в деле воспитания молодёжи 19 декабря 1984 года молодёжная газета «Знамя юности» награждена Орденом «Знак Почёта».
В 2006 и 2008 годах — победитель Национального конкурса печатных средств массовой информации «Золотая Литера» в номинации «Лучшая молодёжная газета страны».
В 2010 году — лауреат Национального конкурса печатных средств массовой информации «Золотая Литера» в номинации «Лучший творческий проект года республиканских печатных СМИ, информационных агентств» с проектом «Познакомься с Венесуэлой».
В 2013 году — лауреат Национального конкурса печатных средств массовой информации «Золотая Литера» в номинации «Лучшие материалы социальной тематики».

## Основные тематические направления
- Образование
- Молодёжная политика
- Здоровый образ жизни
- Социальная тематика
- Спорт

## Известные сотрудники
- Самсон Поляков
- Валентин Дончик[1]
- Александр Станюта
- Борис Бурьян